# Cacia cephaloides
Cacia cephaloides är en skalbaggsart som beskrevs av Stefan von Breuning 1968. Cacia cephaloides ingår i släktet Cacia och familjen långhorningar.
Artens utbredningsområde är Laos. Inga underarter finns listade.